# 曹维新 (1944年)
曹维新（1944年2月—），男，汉族，宁夏银川人，中华人民共和国政治人物，曾任中国民主促进会中央委员会常务委员、宁夏回族自治区委员会主任委员，宁夏回族自治区政协副主席，第九、十届全国政协委员。